# Gli amici di Peter
Gli amici di Peter (Peter's Friends) è un film del 1992 diretto da Kenneth Branagh, con protagonisti lo stesso Branagh, Stephen Fry, Emma Thompson, Imelda Staunton e Hugh Laurie.

## Trama
Nel 1982, Peter Morton ed i suoi cinque amici Andrew, Sarah, Maggie, Roger e Mary si esibiscono davanti agli amici aristocratici del padre di Peter. Nessuno di loro è contento e convinto della serata, ma almeno guadagneranno 500 sterline. Convinti da Mary, si lasciano fotografare da Vera, la governante di casa Morton.
Trascorsi oltre dieci anni, alla vigilia di San Silvestro 1993, Peter invita tutti nella tenuta che ora, dopo la morte del padre, diventerà di sua proprietà. Andrew giunge da Los Angeles con la moglie Carol, attrice protagonista di una sitcom americana e accanita salutista. Roger e Mary si sono innamorati e sposati, compongono musiche pubblicitarie e condividono una tragedia: la morte nel sonno di Simon, uno dei loro due figli gemelli. Sarah giunge in compagnia di Brian, un giovane partner occasionale, e per i suoi atteggiamenti viene etichettata come una ninfomane affamata di sesso. Maggie è scialba, lavora nel campo dell'editoria ed arriva sola.
Paul, il figlio della governante Vera, va a prendere alla stazione Maggie, Sarah e Brian con un fuoristrada. Mary, estremamente apprensiva, è costretta a telefonare continuamente a casa alla baby-sitter per avere notizie del figlio sopravvissuto Ben. All'arrivo nella tenuta di Peter, Andrew, trovando noiosa la compagnia della moglie, si intrattiene a parlare po' con tutti: con Peter discorre del defunto padre di lui, col quale Peter era sempre in conflitto, mentre con Maggie scambia opinioni sulle rispettive vite private, dal che si scopre che la ragazza è segretamente innamorata di Peter.
Ritrovatisi tutti per la cena, Maggie chiede ad Andrew di lasciarle il posto vicino a Peter. Brian rovina l'atmosfera, chiedendo a Mary dei gemelli e facendo poi battute che solo lui trova divertenti. Solo Maggie ha portato regali per tutti ma è imbarazzata e si allontana. Allo squillo del telefono, Mary, sempre in pensiero per il figlioletto, si precipita a rispondere ma non è la baby-sitter a chiamare, bensì la moglie di Brian. Gli amici iniziano a discutere sulla relazione di Sarah con colui che si è rivelato essere un uomo sposato e che, a detta di Carol, non lascerà mai la famiglia per l'amante. Ma Brian, rientrando dopo la telefonata, annuncia a sorpresa di aver appena lasciato la moglie. Mary rivela che Andrew e Sarah hanno avuto in passato una relazione all'insaputa di Carol. Rientrata in camera, la coppia litiga ed Andrew torna al piano inferiore dagli altri amici. Non riuscendo a dormire senza la televisione, Carol la richiede a Peter ma scopre che in tutta l'enorme dimora non c'è alcun apparecchio televisivo. Chiede, allora, in prestito un libro: glielo offre Sarah, che le cede quello ricevuto in regalo da Maggie (l'arte erotico-orientale). Poco dopo Mary riceve una telefonata, in cui viene avvertita che il bambino ha qualche linea di febbre. Lei vorrebbe subito tornare a casa, ma viene convinta da Sarah e Maggie a rimanere. In camera, Roger e Mary continuano a discutere sulla loro tragedia. Per la prima volta, Sarah rifiuta le attenzioni di Brian, considerando impegnativa e prematura la scelta dell'uomo di abbandonare moglie e figlio.
Nella notte, Maggie si presenta in tenuta discinta a Peter dichiarandogli il suo amore, ma lui la respinge confessandole di essere bisessuale ma non più interessato al sesso. Mentre tutti dormono, Carol svuota il frigorifero e poi fa ginnastica, mentre sopraggiunge Maggie che le rivela di essere stata rifiutata da Peter, anche se poco prima aveva chiesto proprio a Peter di mantenere il segreto. Il mattino dopo, Sarah continua a respingere le attenzioni di Brian, mentre Maggie scende in cucina con un atteggiamento sicuro di sé. Dal piano superiore giungono i cigolii del letto di Roger e Mary. Andrew critica lo stile di vita di Sarah, mentre Carol riceve una telefonata dall'America dalla quale apprende di essere stata scritturata per un film. Indecisa sul da farsi, appena vede Andrew e Sarah scambiarsi un bacio decide di accettare l'offerta. Sempre più disperato e pentito, Brian dapprima telefona in lacrime al figlio, poi ha una crisi di nervi durante una discussione con Sarah. Mentre sta cercando Maggie, Sara la scopre a letto con Paul. Sono in crisi anche Carol ed Andrew, ma lei parte per l'America senza ripensamenti. Al volante di una Fiat Uno, la moglie di Brian giunge alla tenuta per riprendersi il marito.
Alla cena del 31 dicembre sono rimasti solo i sei amici. Andrew si presenta a tavola completamente ubriaco e pronunciando parole sgradevoli soprattutto nei confronti di Roger. Peter cerca di sedare gli animi e fa una sconvolgente rivelazione, annunciando di essere sieropositivo. Tutti restano senza parole per alcuni secondi, ed è Vera a spezzare la tensione del momento formulando a Peter, che ha visto crescere, gli auguri di buon anno, seguita da tutti gli altri. Andrew, sconvolto e rientrato in sé, non smette di piangere continuando a chiedere scusa. Per riportare un po' di allegria, Peter ritrova la vecchia foto di dieci anni prima, e tutti insieme provano a riesibirsi davanti a Vera e Paul.

## Colonna sonora
La colonna sonora include brani di Tears for Fears, Eric Clapton, The Pretenders, Queen, Cindy Lauper e Bruce Springsteen.

## Curiosità
- L'attrice che interpreta Carol, Rita Rudner, è colei che ha scritto il soggetto e la sceneggiatura di questo film insieme al marito Martin Bergman.
- L'attrice che interpreta Vera, Phyllida Law, è la vera madre di Emma Thompson, a quel tempo moglie di Kenneth Branagh. Quindi sia in questo film che in Molto rumore per nulla il regista ha diretto moglie e suocera.

## Accoglienza

### Incassi
Gli amici di Peter ha incassato più di 4 milioni di dollari solo negli Stati Uniti nel 1992, mentre ha raggiunto i 3,1 milioni di sterline nel Regno Unito.

### Critica
Gli amici di Peter venne ben accolto dalla critica e sull'aggregatore Rotten Tomatoes il film ha il 69% di voti positivi su 35 recensioni.

### Riconoscimenti
Gli amici di Peter è stato anche inserito dalla National Board of Review nella lista dei dieci migliori film dell'anno.
Il film ha inoltre ricevuto i seguenti premi e candidature:
- Evening Standard British Film Awards 1992
  - Vinto - Miglior attrice a Emma Thompson
  - Vinto - Peter Sellers Award per la miglior commedia a Kenneth Branagh
- Goya Awards
  - 1992: Nomination - Miglior film europeo